# Getingarna (pjäs)
Getingarna (klassisk grekiska: Σφῆκες Sfēkes) är en pjäs från 422 f.Kr. av den grekiske författaren Aristofanes. Den handlar om hur den äldre mannen Prokleon har blivit besatt av att tjänstgöra inom Atens korrupta och förmånliga jurysystem, och hur hans son Antikleon försöker att hindra honom genom att hålla honom inspärrad.
Titelns getingar är domstolens jurymedlemmar, en svärm av äldre män i getingkostym, som utgör pjäsens kör. Liksom andra av Aristofanes tidiga pjäser är krigsivraren Kleon en central måltavla, vid sidan av rättsväsendet och hur det har exploaterats. Moderna tolkningar varierar i frågan om hur antidemokratisk pjäsen är, i och med att det frivilliga jurysystemet var kärnan i den atenska demokratin.
Pjäsen tävlade vid Lenaia år 422 och kom på andra plats, efter ett tävlingsbidrag från Filonides och före ett från Leukon.

## Svenska utgåvor
- Getingarna (översättning Tord Bæckström, Forum, 1962)